# Koch
Koch je priimek v Sloveniji, ki ga je po podatkih Statističnega urada Republike Slovenije na dan 1. januarja 2010 uporabljalo 19 oseb.

## Znani slovenski nosilci priimka
- Alenka Koch (1941-2021), klavirska pedagoginja
- Ciril Metod Koch (1867—1925), arhitekt
- Janez Koch (~1650—1715), slikar, risar, sodnik
- Metod Koch (1874—1952), kontraadmiral VKJ
- Vladimir Koch (1912—1987), dramaturg in filmski zgodovinar

## Znani tuji nosilci priimka
- Erich Koch (1896—1986), nemški politik
- Ferdo Koch (1874—1935), hrvaški geolog
- Friedrich Koch (1879—1961), nemški general
- Howard Koch (1901—1995), ameriški scenarist
- Howard W. Koch (1916—2001), ameriški producent in režiser
- Joseph Anton Koch (1768—1839), nemški slikar
- Kenneth Koch (1925—2002), ameriški književnik
- Lauge Koch (1892—1964), danski geolog
- Marianne Koch (*1931), nemška igralka
- Marita Koch (*1957), temška atletinja, tekačica na 200 in 400 m
- Martin Koch (1882—1940), švedski pisatelj
- Martin Koch (*1982), avstrijski smučarski skakalec
- Robert Koch (1843—1910), nemški zdravnik in mikrobiolog, nobelovec leta 1905
- Rudolf Koch (1876—1934), nemški grafik
- Thomas Koch (*1983), avstrijski hokejist
- Thomas Koch (*1971), nemški igralec
- Thomas Koch (*1972), nemški šahist
- Thomas Koch (*1969), nemški DJ, producent in založnik